# Hélio Pascoal
Dom Hélio Pascoal CSS (26 de abril de 1927 — 22 de novembro de 2005) foi prelado católico brasileiro. Foi o primeiro bispo da Diocese de Livramento de Nossa Senhora, da província eclesiástica de Vitória da Conquista, a qual administrou de 1967 a 2004, e foi também o primeiro bispo da Congregação dos Sagrados Estigmas de Nosso Senhor Jesus Cristo no Brasil.

## Biografia
Dom Hélio nasceu em Vargem Grande do Sul, São Paulo, filho de Eufrosina da Rocha e Tito Lívio Pascoal. Fez o curso primário no município vizinho de Casa Branca.
Em 22 de dezembro de 1938, com apenas onze anos, ingressou na Congregação dos Sagrados Estigmas de Nosso Senhor Jesus Cristo em Rio Claro. Concluiu o ginásio em 1943. Seguiu então para Ribeirão Preto, onde no Instituto Missionário Venerável Gaspar Bertoni cursou Filosofia e Teologia. Fez os votos temporários em 9 de dezembro de 1944 e os perpétuos em 27 de maio de 1948. Em 15 de agosto de 1951, foi ordenado presbítero. Fez especialização na Faculdade Teológica do Seminário Central do Ipiranga, em São Paulo, entre 1952 e 1953, ao mesmo tempo em que iniciava suas atividades sacerdotais em São Caetano do Sul.
Após obter a licenciatura em Teologia, retornou a Ribeirão Preto, tornando-se professor do Seminário Maior. Em 1953, foi nomeado para o cargo de prefeito dos Estudos da Comunidade do Seminário de Ribeirão Preto, onde permaneceu até 1965, exercendo inclusive o cargo de reitor deste seminário no período de 1961 a 1965. Em seguida foi vigário em Brasília, DF, Viradouro e Barretos, São Paulo, quando, em 29 de março de 1967, foi eleito bispo da recém criada Diocese de Livramento de Nossa Senhora.
Sua sagração episcopal se deu em Barretos, em 25 de junho seguinte, por imposição das mãos do bispo de Jaboticabal, Dom José Varani, auxiliado por Dom José Pedro de Araújo Costa, bispo de Caetité, e Dom Tomás Vaquero, bispo de São João da Boa Vista. Tomou posse de sua diocese em 23 de julho.
Dom Hélio foi o primeiro bispo da Congregação dos Estigmatinos no Brasil e, como tal, participou das ordenações episcopais de alguns confrades:
- Antônio de Souza (1974);
- José Lambert Filho (1975);
- Moacyr José Vitti (1988);
- Mauro Montagnoli (1996);
- Fernando Antônio Brochini (2002).

Seu lema no episcopado foi “Cristo nos iluminará” - ILLUMINABIT NOS CHRISTUS – (Efésios 5, 14).
Exerceu seu pastoreio por 36 anos e, ao completar a idade limite para o exercício da função, afastou-se por renúncia, em 21 de janeiro de 2004. Em seu lugar, assumiu o atual bispo, Dom Armando Bucciol.
Dom Hélio passou a residir no Santuário Nossa Senhora do Desterro, em Casa Branca, São Paulo, onde ajudava o pároco. Todavia, passou a sofrer de problemas de saúde. De férias na Fazenda Santana, sentiu-se mal, foi levado ao Hospital em Campinas, e aí faleceu no dia 22 de novembro de 2005. Dois dias depois, seu corpo foi sepultado na Catedral de Livramento.